# Львов, Николай Петрович
Львов Николай Петрович (21 февраля января 1933, Москва — 6 января 2002, Москва) — советский и российский биохимик, доктор биологических наук, профессор Российской академии наук.

## Биография
Родился в Москве в 1932 году в семье Петра Николаевича Львова, известного инженера и изобретателя, участвовавшего в создании знаменитой скульптуры «Рабочий и колхозницы» и первых цельнометаллических самолётов.
Его сестра — Евгения Петровна Львова, искусствоведа — слависта и автора нескольких книг про искусство Болгарии.
В 1957 году он окончил факультет агрохимии и почвоведения Российского государственного аграрного университет — МСХА имени К. А. Тимирязева (в прошлом известный как ТСХА).
В годы учёбы в составе почвоведческой экспедиции он обследовал целинные земли в период их освоения.
В 1960 году он поступил в аспирантуру на кафедру сельскохозяйственной микробиологии.
В 1964 году он защитил кандидатскую диссертацию на тему «Структура и функции нитрогеназы Rhizobium lupini» под научным руководством академика Евгения Николаевича Мишустина. Уже в этот период сформировался интерес ученого к механизму фиксации азота у микроорганизмов. Эти исследования были им продолжены в Институте биохимии имени А. Н. Баха РАН под руководством Вацлава Леоновича Кретовича.
В 1977 защитил докторскую диссертацию. Под его руководством Н. П. Львов выделил и охарактеризовал новый почвенный азотфиксирующий микроорганизм, исследовал влияние микроэлементов на микроорганизмы, обитающие в ризосфере сельскохозяйственных растений.
С 1988 г. по 2002 г. он сам руководил лабораторией биохимии ассимиляции нитратов (с 1997 г. — лаборатория металлсодержащих белков). Под руководством Н, П, Львова, его лаборатория разработала анаэробную технику очистки ферментов, разработала и усовершенствовала камеру для разрушения микроорганизмов, модифицирован микродиффузионный метод определения аммиака, разработала полярографический метод определения молибдена.
Лаборатория осуществляла научное сотрудничество с Мадридским Центром биологических исследований Высшего Совета научных исследований Испании, с кафедрой биохимии Кордобского Университета Испании, лабораторий микробиологии Института общей ботаники Гамбургского Университета ФРГ.
С 1992 по 2002 год был членом Европейской Группы по ассимиляции неорганического азота (ENAAG) от России, избирался членом оргкомитетов трех Международных симпозиумов по ассимиляции неорганического азота.

## Научная деятельность
Ряд его исследований совместно с В. Л. Кретовичом был посвящен роли молибдена в функционировании нитрогеназы. Оказалось, что молибден в составе нитрогеназы связан с низкомолекулярным пептидом, который при определённых условиях можно отделить от ферментного белка. Обнаружение общего низкомолекулярного молибдопептида у нитрогеназы и нитратредуктазы позволило по-новому поставить вопрос о взаимоотношении этих двух важнейших ферментов азотного обмена в клубеньках бобовых растений и клетках азотфиксирующих микроорганизмов. Было установлено, что в клетке азотобактера эти ферменты конкурируют между собой за молибдопептиды и что они, по-видимому, являются ферментными комплексами, способными к взаимопревращениям в зависимости от того, какой источник азота (нитраты или молекулярный азот) находится в окружающей среде. Эти работы В. Л. Кретовича и Н. П. Львова имеют важное значение, поскольку от соотношения двух данных ферментов и их взаимных переходов в значительной степени зависит урожай бобовых растений и вклад азотфиксирующих микроорганизмов в повышение плодородия почвы.
Является соавтором патента на белок, содержащий молибдокофактор, опубликованном 27.12.1997. Изобретение относится к биохимии и биотехнологии, представляет собой новый белок, содержащий молибдокофактор, полученный из семян гороха, который может быть использован в биотехнологии и медицине. Способ получения молибдокофактора включает измельчение семян гороха, экстракцию, дробное осаждение белков сульфатом аммония и очистку методами ионообменной хроматографии, гельфильтрации и ковалентной хроматографии.
Он внес существенный вклад в расшифровку структуры и регуляции ферментов азотного обмена у растений и микроорганизмов. Им впервые в России были выполнены работы по энзимологии азотфиксации, исследован механизм взаимодействия нитрогеназы и нитратредуктазы, выполнены пионерские работы по обнаружению молибдокофактора, общего активного центра молибденсодержащих ферментов и расшифрована его структура. Впервые в мире обнаружен новый класс нитратредуктаз, лишенных молибдена, разработан комплекс методов для поиска белков растений и микроорганизмов, связывающих тяжелые металлы и радионуклиды, расшифрован механизм уникально высокого запасания молибдена бобовыми растениями.
Н. П. Львов — автор более 160 научных публикаций, почти половина которых была опубликована на английской языке.

## Награды
В 1996 году получил премию имени А. Н. Баха за серию работ «Энзимология ассимиляции нитрата и аммония у растений».

## Список основных научных публикаций
- Свободноживущие азотфиксирующие микроорганизмы дерново-подзолиствой почвы Н.П. ЛЬВОВ .— М. : МОСКОВСКАЯ ОРДЕНА ЛЕНИНА СЕЛЬСКОХОЗЯЙСТВЕННАЯ АКАДЕМИЯ ИМЕНИ К. А. ТИМИРЯЗЕВА, 1964
- McKenna CE, Veinova MK, L’vov NP and Sergeev NS. A Rapid Method for Concentrating Protein Solutions Using Sephadex Gels. Prikl Biokhim Mikrobiol. 1973, https://ellison.usc.edu/wp-content/uploads/2019/11/McKenna-Publications.pdf
- McKenna CE, L’vov NP, Galenin VL, Sergeev NS and Kretovich VL. Investigation of a Nitrate Reductase Co-Factor Obtained from Molybdoenzymes. Dokl Akad Nauk SSSR. 1974, https://ellison.usc.edu/wp-content/uploads/2019/11/McKenna-Publications.pdf
- McKenna, Ch. L’vov N. P., Ganelin V. L., Sergeev N. S., Kretovich W.L., Dokl Nauk SSSR, 1974, https://books.google.it/books?id=TxdLAQAAIAAJ&pg=PA384&lpg=PA384&dq=mckenna+lvov&source=bl&ots=6OBMEhrfSY&sig=ACfU3U2srsZV8gowEXUr8YUYRSFKVNMveg&hl=uk&sa=X&ved=2ahUKEwi8nqOIjPnsAhUI-6QKHSX9A7IQ6AEwEXoECAEQAg#v=onepage&q=mckenna%20lvov&f=false
- McKenna CE, L’vov NP, Galenin VL, Sergeev NS and Kretovich VL. , Existence of low-molecular-weight factor common to various molybdenum-containing-enzymes", Dokl. Akad. Nauk SSS, 1974, https://books.google.it/books?id=TNpD9X-8TSsC&pg=PA925&lpg=PA925&dq=mckenna+lvov+nitrogen&source=bl&ots=Vn83ejKNwv&sig=ACfU3U0YySE2G1CYF_H2xl0RjBfDh2uFJA&hl=uk&sa=X&ved=2ahUKEwiP-86NjfnsAhVIzqQKHZYlDlcQ6AEwDHoECAgQAg#v=onepage&q=mckenna%20lvov%20nitrogen&f=false
- Lvov N. P., Alikulov Z. Kretovich W.L. Proc. 3rd International Symposium Nitrogen Fixation, Wisconsin, USA, 61, 1978, https://books.google.it/books?id=TxdLAQAAIAAJ&pg=PA384&lpg=PA384&dq=mckenna+lvov&source=bl&ots=6OBMEhrfSY&sig=ACfU3U2srsZV8gowEXUr8YUYRSFKVNMveg&hl=uk&sa=X&ved=2ahUKEwi8nqOIjPnsAhUI-6QKHSX9A7IQ6AEwEXoECAEQAg#v=onepage&q=mckenna%20lvov&f=false
- Mendel, R.R., Alikulov, Z.A., Lvov, N.P., and Müller, A.J. (1981). Presence of the molybdenum-cofactor in nitrate reductase-deficient mutant cell lines of Nicotiana tabacum. Mol. Gen. Genet.
- Проблемы фиксации азота, М., 1982; Молекулярные механизмы усвоения азота растениями, М., 1983. Н. П. Львов
- Молибден в ассимиляции азота у растений и микроорганизмов: Доложено на 43-м ежегодном Баховском чтении 17 марта 1987
- Biosynthesis of the Molybdenum Cofactor by Azospirillum lipoferum Depends on the Oxygen and Molybdenum Concentrations in a Medium, July 1996, Journal of Applied Biochemistry and Microbiology 32(4):379-382
- Purification of a molybdocofactor-containing protein from pea seeds and identification of molybdopterin, January 1996, Journal of Plant Physiology and Biochemistry 34(5):677-682
- Molybdenum cofactor biosynthesis in two barley (Hordeum vulgare L.) genotypes as affected by nitrate in the tissue and in the growth medium, January 1997, Journal Plant Science 122(1):51-59, DOI: 10.1016/S0168-9452(96)04538-4
- Nitrate dissimilation in eukaryotes (Review), March 1996, Journal of Applied Biochemistry and Microbiology 32(2):165-169
- The structure of the molybdenum cofactor from pea seeds (Pisum sativum L.), May 1996, Journal of Biochemistry (Moscow) 61(5):607-614